# KkStB 383
A kkStB 383.01 egy osztrák szertartályos gőzmozdony volt, melyet a Böhmische Commercialbahnen-től származott.
A kétcsatlós mozdonyt a Christian Hagans Gépgyár építette erfurti gyárában 1880-ban. A mozdony belsőkeretes, külső vezérlésű volt. Eredetileg a Chrasterhof–Benatek mellékvonalon állt üzembe és 1882-ben került a Böhmische Commercialbahnenhoz, melynek üzemeltetését akkoriban az Államvasút-Társaság végezte. A mozdony neve JIČIN volt.
A BCB 1910-es államosítása után a kkStB a mozdonynak 383.01 pályaszámot adott és már 1911-ben selejtezte.

## Fordítás
Ez a szócikk részben vagy egészben  a   kkStB 383 című német Wikipédia-szócikk fordításán alapul.  Az eredeti cikk szerkesztőit annak laptörténete sorolja fel. Ez a jelzés csupán a megfogalmazás eredetét és a szerzői jogokat jelzi, nem szolgál a cikkben szereplő információk forrásmegjelöléseként.